# تاداميتشي ماتشيدا
تاداميتشي ماتشيدا (باليابانية: 町田 忠道) (مواليد 23 مايو 1981)، هو لاعب كرة قدم ياباني سابق كان يلعب كمهاجم.

## وصلات خارجية
- تاداميتشي ماتشيدا على موقع رابطة كرة القدم اليابانية للمحترفين (اليابانية)
- تاداميتشي ماتشيدا على موقع قاعدة بيانات كرة القدم.إي يو (الإنجليزية)
- تاداميتشي ماتشيدا على موقع عالم كرة القدم.نت (الإنجليزية)